# レ・シェルバン
『レ・シェルバン』は宝塚歌劇団の舞台作品。雪組公演。形式名は「グランド・レビュー」。22場。
作・演出は中村一徳。併演作品は『真夜中のゴースト』。

## 解説
※『宝塚歌劇100年史（舞台編）』の宝塚大劇場公演のページを参考にしている。
宝塚ならではのダイナミックさを打ち出した"レビュー・ルネッサンス"の年にふさわしい豪華絢爛なレビュー。新トップスター・轟悠を中心とした新生雪組の魅力を存分に活かした作品。第三章はイラストレーターの天野喜孝がイメージコンセプターを担当した。

## 公演期間と公演場所
- 1997年9月19日 - 11月3日　宝塚大劇場[1]
- （東京宝塚劇場未公演）

## スタッフ
- 作曲・編曲[1]：西村耕次/甲斐正人/鞍富真一
- 編曲[1]：小高根凡平
- 音楽指揮[1]：佐々田愛一郎
- 振付[1]：名倉加代子/謝珠栄/藍エリナ/大谷盛雄/伊賀裕子
- 装置[1]：関谷敏昭
- 衣装[1]：任田幾英
- 照明[1]：勝柴次朗
- イメージコンセプター[1]：天野喜孝
- 音響[1]：加門清邦
- 小道具[1]：万波一重
- 効果[1]：中屋民生
- 演出助手[1]：齋藤吉正/大野拓史
- 振付助手[1]：入江利明
- 装置補[1]：広森守
- 舞台進行[1]：赤坂英雄
- 制作[1]：植田孝
- 演奏[1]：宝塚管弦楽団
- 衣装生地提供[1]：ミカレディ株式会社

## 主な配役
- レビューの紳士S、ジゴロS、ラテンの男S、革命家、紳士S、パレードの紳士S - 轟悠[1]
- レビューの女王、レビューの淑女S、サリア、ラテンの女S、エストレリータ、恋人、淑女S、パレードの淑女S - 花總まり[1]
- レビューの紳士A、ベルグロス、ラテンの男A、同志、紳士A、パレードの紳士A - 和央ようか[1]
- レビューの淑女A、夜の女A、ラテンの女A、恋人、淑女、パレードの淑女A - 星奈優里[1]

星奈優里の組み替えによる配役の変更
- 夜の女A - 森央かずみ
- ラテンの女A、恋人 - 紺野まひる
- 淑女 - 五峰亜季